# Никифорова, Антонина Ивановна
Антонина Ивановна Никифорова (род. 11 июня 1941, Ивановская область) — доярка совхоза «Гаврилово-Посадский» Гаврилово-Посадского района Ивановской области. Герой Социалистического Труда (1973).

## Биография
Родилась 11 июня 1941 года в деревне Шестово, Гаврилово-Посадского района Ивановской области, в крестьянской семье. Русская. С детства, ещё будучи школьницей, помогала матери — доярке колхоза «Новая жизнь». Начальную школу окончила в родном селе, среднюю — в соседнем Гаврилово-Посаде.
Трудовую деятельность начала в 1957 году дояркой колхоза «Новый путь» Гаврилово-Посадского района. Добилась высоких показателей производительности труда.
Указом Президиума Верховного Совета СССР от 6 сентября 1973 года за большие успехи, достигнутые во Всесоюзном социалистическом соревновании, и проявленную трудовую доблесть в выполнении принятых обязательств по увеличению производства и заготовок продуктов животноводства в зимний период 1972—1973 годов Никифоровой Антонине Ивановне присвоено звание Героя Социалистического Труда с вручением ордена Ленина и золотой медали «Серп и Молот».
Окончила Юрьевецкий сельскохозяйственный техникум, заочное отделение. Продолжала работать бригадиром, зоотехником совхоза «Гаврилово-Посадский». С 1980 года — председателем профкома.
В 1970 г. избиралась депутатом Верховного Совета СССР.
Живёт в селе Ирмес Гаврилово-Посадского района.
Награждена орденами Ленина, Трудового Красного Знамени, медалями.